# Joan Lluch (organista)
Joan Lluch (Torredembarra?, 1689-1702) fou un organista que treballà a l'església parroquial de Santa Maria d'Igualada entre 1689 i 1702.
Va començar a residir a la comunitat eclesiàstica amb el càrrec assignat, segons els documents, el 4 d'abril de 1689; en diverses ocasions (1689, 1699 i 1700) va desenvolupar també tasques d’examinador per tal d’assignar les places de l'especialitat de cant pla. El sou que rebia per la seva feina, segons els registres, era de trenta lliures per any.
Tot i que no hi ha documentació precisa al respecte es creu que durant la visita del rei Felip V a Igualada al setembre de 1701, que es va produir com una parada en el camí a Barcelona, podria haver tocat l’orgue davant el monarca com a part de la missa del dia. A principis de 1702 va abandonar la plaça per causes desconegudes, tot i que després va mostrar intencions de tornar a ocupar-la, ja que va intentar anular l'elecció del nou organista, Josep Soler, mitjançant la intervenció de dos antics consellers, fet que finalment no es va produir.